# كيت فاغان
كيت فاغان (بالإنجليزية: Kit Fagan)‏ (5 يونيو 1950 في المملكة المتحدة - ) هو لاعب كرة قدم بريطاني في مركزي قلب الدفاع والدفاع. لعب مع نادي بانغور سيتي ونادي ترانمير روفرز لكرة القدم ونادي ليفربول وفيلادلفيا آتومز ‏.